# Приватне обвинувачення
Приватне обвинувачення — одна з форм обвинувачення в кримінальному процесі, що передбачає притягнення особи, винної у скоєнні злочину, до відповідальності кримінальної не інакше як за скаргою потерпілого, на якого покладається обов'язок підтримувати обвинувачення у суді. Має місце в кримінальних справах про окремі злочини невеликої тяжкості, що не становлять значної суспільної небезпеки такі як про умисне легке тілесне ушкодження, про умисне завдання удару, побоїв або вчинення інших насильницьких дій, які завдали фізичного болю, але не спричинили тілесних ушкоджень, а також про самоправство, яким було заподіяно шкоди правам та інтересам окремих громадян.
Кримінальне провадження у формі приватного обвинувачення розпочинається лише на підставі заяви потерпілого. Відмова потерпілого від обвинувачення є безумовною підставою для закриття кримінального провадження у формі приватного обвинувачення.
У справах приватного обвинувачення потерпілий здійснює обвинувачення в суді особисто або через свого законного представника. Зазначені справи підлягають закриттю, якщо потерпілий примириться з обвинуваченим (підсудним). Примирення може статися лише до видалення суду до нарадчої кімнати для постановлення вироку. Якщо особа, щодо якої порушено справу в порядку приватного обвинувачення, в свою чергу подасть заяву про зустрічне обвинувачення, суд може ухвалити рішення про порушення справи по зустрічному обвинуваченню та об'єднанню обох справ в одну. В таких справах кожен з потерпілих є одночасно й підсудним і користується у судовому розгляді в повному обсязі процесуальними правами і як приватного обвинувача, так і підсудного.
Якщо справа про будь-який з названих злочинів має особливе громадське значення, а також у виняткових випадках, коли потерпілий у такій справі через свій безпорадний стан, залежність від обвинуваченого чи з інших причин не може захистити свої законні інтереси, прокурор порушує справу і за відсутності скарги потерпілого. Справа, порушена прокурором, направляється для провадження дізнання чи досудового слідства, а після закінчення розслідування розглядається судом у загальному порядку. Така справа в разі примирення потерпілого з обвинуваченим, підсудним закриттю не підлягає. Прокурор має право в будь-який момент вступити в справу, порушену суддею за скаргою потерпілого, про злочини приватного обвинувачення і підтримувати обвинувачення у суді, коли цього вимагає охорона державних або громадських, інтересів чи прав громадян. Вступ прокурора в справу не позбавляє потерпілого прав приватного обвинувача, але справа в цих випадках (у разі примирення потерпілого з обвинуваченим, підсудним) закриттю не підлягає. Дана форма провадження у кримінальному судочинстві є виявом збереження первинної засадничої процесуальної форми з огляду на те, що тривалий час від давніх-давен судовий процес базувався саме на засадах приватного обвинувачення.
Приватному обвинуваченню присвячена глава 36 Кримінального процесуального кодексу України.